# Mia Martini in concerto (da un'idea di Maurizio Giammarco)
Mia Martini in Concerto (da un'idea di Maurizio Giammarco) è il quindicesimo album di Mia Martini (il secondo ed ultimo dal vivo della cantante calabrese), pubblicato nel 1991 dalla Fonit Cetra.

## Il disco
Il disco è stato fortemente voluto dall'artista, perché rappresenta un vero e proprio ritorno alle origini per la cantante calabrese, avendo amato molto il jazz da bambina, ma praticamente "boicottato" dalla casa discografica, poiché ne furono stampate solamente ventimila copie e non godette di alcuna promozione.
L'album è stato pubblicato grazie all'incontro con Maurizio Giammarco, uno dei migliori jazzisti italiani, col quale Mia Martini ha intrapreso una fortunata tournée nel 1991. La registrazione del live è avvenuta durante le tappe della tournée al Castello di Udine l'8 agosto 1991 e alla Rocca Medicea di Siena il 12 agosto 1991.
L'album alterna brani del repertorio della cantante e altre cover italiane, a veri e propri standard internazionali. Tra le migliori interpretazioni, spicca Pensieri e parole. 
Animali diurni e G. Pleasure sono firmati dello stesso Maurizio Giammarco.
Nel 2005 l'album è stato ristampato da Rai Trade con l'aggiunta dell'inedito Speak low come ultima traccia, all'epoca scartato dal progetto.

## Tracce
1. Vola (I. Fossati) - 4:55
2. Pensieri e parole (Mogol/L. Battisti) - 5:19
3. Nel sole, nel vento, nel sorriso e nel pianto (Mogol/L. Battisti) - 4:50
4. Estate (B. Brighetti/B. Martino) - 6:26
5. Come together (J. Lennon/P. McCartney) - 4:01
6. Love for sale (C. Porter) - 8:07
7. Animali diurni (M. Giammarco) - 4:56
8. G. Pleasure (M. Giammarco) - 6:26
9. Va a Marechiaro (E. Gragnaniello) - 4:07
10. La mia razza (G.G. Monti/M. Pagani) - 5:15
11. Gente distratta (Pino Daniele) - 5:34
12. This masquerade (L. Russell) - 7:38

## Crediti[1][2][3]
- Produzione esecutiva: Enrico Santacatterina
- Service: Sonora Sound System
- Mix di sala: Marco Manna
- Mix di palco: Carlo Marchiori
- Light designer: Paolo Zannini
- Assistenti: Giampietro Guindani, Paolo Bettinozzi, Andrea Macchi
- Studio mobile: Medicina Blanche
- Tecnici del suono: Alberto Lucchese, Renzo Ferretti, Fabio Ferraboschi, Maurizio Maggi
- Organizzazione tour "Jazz Project": Cose di Musica, Milano
- Responsabili: Adele Di Palma, Chicco Minonzio
- Missaggi: Studio "Titania", Roma, a cura di Giuseppe Meddi e Gianluca Vaccaro
- Mastering: Bmg Ariola
- Tecnico: Marcello Spiridoni
- Abiti: Giorgio Armani
- Foto: Guido Harari
- Grafica: Maurizio Cercola
- Acconciatura e trucco: Giancarlo Barbara

## Ringraziamenti
Così come compaiono nel disco: 

## Formazione[4]
- Voce: Mia Martini
- Contrabbasso: Ron Seguin
- Pianoforte e Tastiere: Ramberto Ciammarughi
- Chitarre: Dario La Penna
- Batteria: Manhu Roche
- Sassofoni: Maurizio Giammarco